# San Cataldo (Palermo)
De Chiesa di San Cataldo is een kerk in de Siciliaanse hoofdstad Palermo. Het gebouw is een typerend voorbeeld van de Arabisch-Normandische architectuur die tot bloei kwam op Sicilië ten tijde van de Normandische overheersing. De kerk staat aan het centraal gelegen Piazza Bellini naast de Santa Maria dell'Ammiraglio. De kerk is sinds 2015 onderdeel van de werelderfgoedlijst-inschrijving Arabisch-Normandisch Palermo en de kathedralen van Cefalù en Monreale.

## Geschiedenis
De kerk werd gebouwd tussen 1154 en 1160 door admiraal Majone di Bari die de kerk als privékapel gebruikte. De kerk werd in de achttiende eeuw gebruikt als postkantoor. In de negentiende eeuw werd ze gerestaureerd en nadien zag ze er weer uit zoals in de middeleeuwen.

## Architectuur
De kerk heeft een rechthoekig grondplan en blinde muren, die enkel bovenin via kleine vensters licht doorlaten. Boven het schip bevinden zich drie koepels in Arabische stijl, met vensters.
Het interieur bestaat uit drie beuken. De beuken worden door middel van arcaden van elkaar gescheiden. De arcaden rusten op antieke zuilen in de Korinthische orde. 
Op de deuren en op de vensters van de apsis is het symbool van de Orde van het Heilig Graf, de orde waartoe de kerk tegenwoordig behoort, aangebracht. 
Rotstekeningen van Valcamonica · Kerk en dominicanenklooster van Santa Maria delle Grazie met "Het Laatste Avondmaal" van Leonardo da Vinci · Historisch centrum van Rome, de bezittingen van de Heilige Stoel in die stad met speciale territoriale rechten en Sint-Paulus buiten de Muren · Historisch centrum van Florence · Venetië met zijn lagune · Domplein van Pisa · Historisch centrum van San Gimignano · Sassi en het park met de rotskerken van Matera · Vicenza en de Palladiaanse villa's in Veneto · Historisch centrum van Siena · Historisch centrum van Napels · Crespi d'Adda · Ferrara, stad van de renaissance in de Po-delta · Castel del Monte · Trulli van Alberobello · Vroeg-christelijke monumenten van Ravenna · Historisch centrum van Pienza · 18e-eeuws Koninklijk Paleis van Caserta met park, aquaduct van Vanvitelli en San Leuciocomplex · Residenties van het Koninklijk Huis van Savoye · Botanische tuin in Padua · Porto Venere, Cinque Terre en de eilanden Palmaria, Tino en Tinetto ·  Kathedraal, Torre Civica en Piazza Grande, Modena · Archeologisch Pompeï, Herculaneum en Torre Annunziata · Amalfitaanse kust · Archeologisch Agrigento · Villa Romana del Casale · Nuraghe Su Nuraxi bij Barumini · Nationaal park Cilento, Vallo di Diano e Alburni met archeologisch Paestum en Velia en Kartuizerklooster San Lorenzo · Historisch centrum van Urbino · Archeologische opgravingen en Patriarchale Basiliek van Aquileia · Villa Adriana, Tivoli · Eolische Eilanden · Assisi, Sint-Franciscusbasiliek en andere franciscaanse locaties · Verona · Villa d'Este, Tivoli · Laatbarokke steden in het Val di Noto (Zuidoost-Sicilië) · Heilige bergen · Monte San Giorgio · Etruskische begraafplaatsen van Cerveteri en Tarquinia · Val d'Orcia · Syracuse en de rotsnecropolis van Pantalica · Genua: Le Strade Nuove en het systeem van de Palazzi dei Rolli · Oude en voorhistorische beukenbossen van de Karpaten en andere regio's van Europa · Mantua en Sabbioneta · Rhätische Bahn in het Albula/Bernina-landschap · Dolomieten · Longobarden in Italië. Plaatsen van macht (568-774 na Christus) · Prehistorische paalwoningen in de Alpen · Etna · Villa's en tuinen van de Medici in Toscane · Wijngaardlandschap van Piëmont: Langhe-Roero en Monferrato · Arabisch-Normandisch Palermo en de kathedralen van Cefalù en Monreale · Venetiaanse verdedigingswerken van de 15e tot 17e eeuw: Stato da Terra - westelijke Stato da Mar · Ivrea, industriestad van de 20e eeuw · De prosecco-heuvels van Conegliano en Valdobbiadene · Historische kuuroorden van Europa (Montecatini Terme) · Padua's 14e-eeuwse frescocycli · De portieken van Bologna · Via Appia. Regina viarum